# Carteles (revista)
Carteles fue una revista cubana fundada en septiembre de 1919 y, se destacó por su acertado trabajo en las temáticas deportivas y sobre espectáculos. Su frecuencia era mensual pero, en 1927 pasó a ser un semanario debido a la creciente aceptación que tuvo en el público cubano de la época.
Desde 1924 cambió su perfil, porque sus directivos perseguían convertirla en “la mejor revista gráfica de [Cuba] Republicana”. En los cargos más importantes de la revista, durante sus años de existencia, se desempeñaron importantes figuras de la cultura cubana de aquel entonces como Alejo Carpentier, Emilio Roig de Lechsenring y Conrado Walter Massaguer.
En el periodo 1940-1950, circulaba por toda la isla y, alcanzaba el mercado internacional.
El 31 de julio de 1960 dejó de publicarse.